# Cicindela denikei
Cicindela denikei este o specie de insecte coleoptere descrisă de Brown în anul 1934. Cicindela denikei face parte din genul Cicindela, familia Carabidae. Această specie nu are alte subspecii cunoscute.